# Diospyros phlebodes
Diospyros phlebodes är en tvåhjärtbladig växtart som först beskrevs av Albert Charles Smith, och fick sitt nu gällande namn av Albert Charles Smith. Diospyros phlebodes ingår i släktet Diospyros och familjen Ebenaceae. Inga underarter finns listade i Catalogue of Life.